# Bistum Asansol
Das Bistum Asansol (lat.: Dioecesis Asansolensis) ist eine in Westbengalen in Indien gelegene römisch-katholische Diözese mit Sitz in Asansol. Es umfasst den Distrikt Bardhaman, und ein Teil der Distrikte Birbhum und Bankura.

## Geschichte
Papst Johannes Paul II. gründete es mit der Apostolischen Konstitution Pastorali quidem am 24. Oktober 1997 aus Gebietsabtretungen des Erzbistums Kalkutta, dem es auch als Suffragandiözese unterstellt wurde.

## Bischöfe von Asansol
- Cyprian Monis, 1997–2020
- Elias Frank, 2023–2025, dann Koadjutorerzbischof von Kalkutta
  - Sedisvakanz seit 28. Juni 2025